# Platystigma pronoti
Platystigma pronoti – gatunek ważki z rodziny łątkowatych (Coenagrionidae). Jest znany tylko z miejsca typowego w stanie Espírito Santo w południowo-wschodniej Brazylii; brak stwierdzeń od czasu pierwszego opisu w 1918 roku.